# Scott Sharp
Scott Sharp (Norwalk, Connecticut, Estados Unidos, 14 de febrero de 1968) es un piloto de automovilismo de velocidad. Disputó el campeonato de monoplazas IndyCar Series, resultando campeón en 1996, tercero en 2001, cuarto en 1998, quinto en 2005, y sexto en 2002, logrando un total de nueve victorias y 18 podios. Su mejor resultado en las 500 Millas de Indianápolis fue sexto en 2007.
En cuanto a automóviles deportivos, Sharp obtuvo el título en la clase LMP1 de la American Le Mans Series en 2009, el subcampeonato en la clase LMP2 en 2008 y 2013 y la clase GT en 2012, y la victoria absoluta en las 24 Horas de Daytona de 1996 y 2016 y las 12 Horas de Sebring de 2016.

## Inicios y CART
En su juventud, Sharp obtuvo varios títulos del Sports Car Club of America (entre ellos de la Trans-Am), a semejanza de su padre Bob Sharp. También disputó carreras del Campeonato IMSA GT. En 1992, participó de la carrera de Watkins Glen de la NASCAR Cup Series.
En 1993, el piloto debutó en la serie CART al competir en Laguna Seca por el equipo Bettenhausen. Compitió toda la temporada 1994 por PacWest Racing, finalizando 21º y segundo mejor novato. La primera participación de Sharp en las 500 Millas de Indianápolis fue en 1995, por el equipo Foyt.

## IndyCar Series (1996-2007)

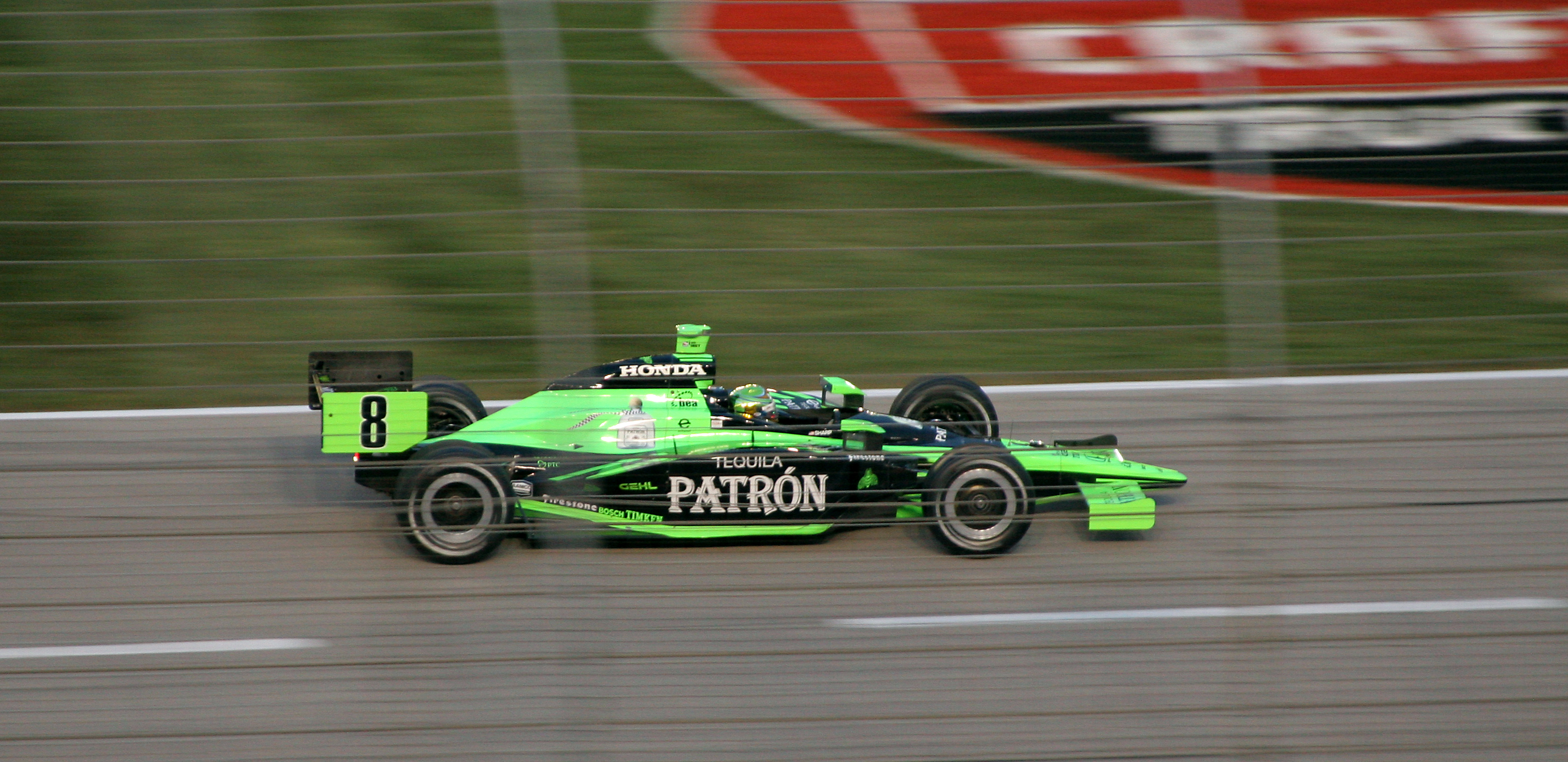
Scorr Sharp en los 550 Kilómetros de Texas de 2007.

En 1996, Sharp compitió en la temporada inaugural de la IndyCar Series por el equipo Foyt. Empató en puntos con Buzz Calkins en la primera posición y ambos se coronaron campeones. En la temporada 1996/1997 obtuvo una victoria en New Hampshire, pero debió ausentarse de la mitad de las fechas debido a dos choques en la pista.
Para 1998, Sharp pasó al nuevo equipo Kelley. Ganó en Phoenix y Dover, llegó tercero en New Hampshire y concluyó la temporada en cuarta colocación. En 1999 llegó octavo con una victoria en Atlanta y dos cuartos puestos como mejores resultados. El año siguiente fue séptimo, ganando en Texas y llegando tercero en Pikes Peak. Una victoria en Texas y tres segundos puestos le permitieron a Sharp concluir el año 2001 en tercera posición.
A partir de 2002, la llegada a la IndyCar de equipos provenientes de la CART hizo perder pie a Kelley. En 2002, Sharp ganó en Nazareth y obtuvo un cuarto lugar y dos quintos, de manera que finalizó sexto en el clasificador general. El 13 de abril de 2003, Sharp ganó la primera carrera de la IndyCar fuera de Estados Unidos: las 300 Millas de Japón, disputada en Motegi. Tras una mala racha a mitad de temporada, remontó posiciones en el tercer tramo y quedó octavo. Su último año en Kelley fue muy pobre, sin llegar mejor que octavo en ninguna de las 16 fechas del certamen. Sharp terminó 2004 en el 13.eɽ puesto global, tras lo cual se retiró de la escuadra y ésta desapareció.
Fernández Racing contrató a Sharp para la temporada 2005 de la IndyCar. Una victoria en Kentucky y otras cinco llegadas entre los cinco primeros le significaron quedar quinto en el campeonato. 2006 fue un mal año, ya que sufrieron el cambio de chasis. Sus mejores actuaciones fueron dos quintos puestos, y finalizó 12º.
En 2007, Sharp fue fichado por Rahal Letterman Racing. Fue octavo ese año con dos terceros puestos, un cuarto y cuatro sextos, incluyendo estos últimos su mejor actuación en las 500 Millas de Indianápolis. Sharp volvería a disputar esa carrera en 2009, por el equipo Panther.

## Actividad paralela

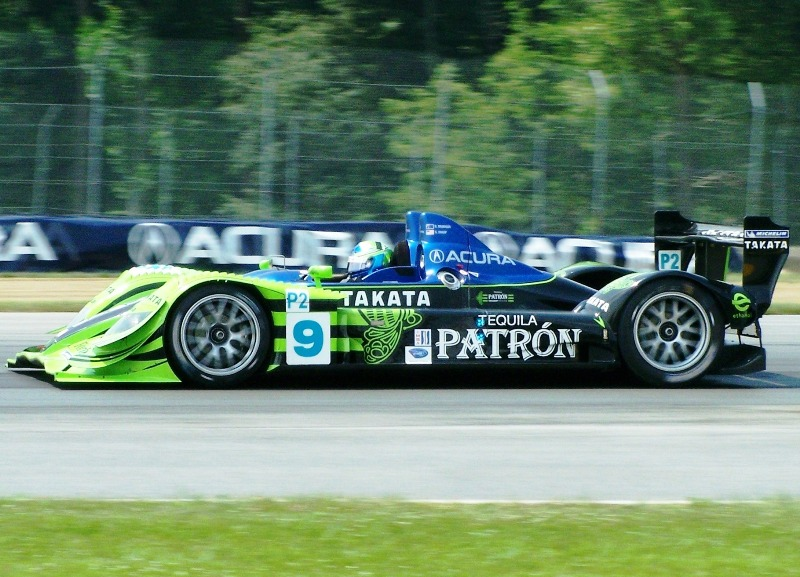
Scott Sharp en la fecha de la American Le Mans Series 2008 en Mid-Ohio.

En paralelo a su actividad en monoplazas, Sharp disputó el minitorneo de stock cars International Race of Champions en 1994.
El piloto ganó las 24 Horas de Daytona de 1996, con Wayne Taylor y Jim Pace como compañeros de butaca. Más tarde, disputó las 24 Horas de Le Mans con un Riley & Scott oficial de la clase WSC, acompañado de Wayne Taylor y Jim Pace.
En 2002 volvió a disputar las 24 Horas de Daytona, resultando segundo absoluto con el equipo Matthews, compartiendo butaca con Robby Gordon, Guy Smith y el dueño del equipo Jim Matthews. En 2003 obtuvo el quinto puesto con un Fabcar-Porsche de Brumos, acompañado de Hurley Haywood, Scott Goodyear y J. C. France.
El piloto continuó participando en la prueba hasta 2007, sin lograr resultados destacables. En 2006, disputó otras dos fechas de la Grand-Am Rolex Sports Car Series con un Riley-Pontiac de Cytosport.
Sharp compitió nuevamente en la International Race of Champions en 2002, 2003, 2004 y 2006, logrando el séptimo puesto de campeonato en 2004. Sus mejores resultados de carrera fueron un tercer puesto en Daytona 2002, cuarto en Daytona II 2003, y quinto en Chicagoland 2002.

## Highcroft
Sharp abandonó los monoplazas en 2008 y pasó a los sport prototipos de la American Le Mans Series. Como piloto de Highcroft Racing y con David Brabham como compañero de butaca del Acura ARX-01B de la clase LMP2, cosechó cuatro victorias y dos segundos lugares en 11 carreras. Terminó subcampeón de pilotos, por detrás de la dupla de Penske Racing.
En 2009 compitió nuevamente para Highcroft pero en la clase LMP1 con un Acura ARX-02a. Ganó tres carreras, fue segundo en cinco y se coronó campeón de pilotos junto con Brabham.

## Extreme Speed
Sharp fundó su propio equipo, Extreme Speed, para competir en la American Le Mans Series 2010 con dos Ferrari F430 de la clase GT. Él pilotó uno de ellos junto con Johannes van Overbeek y quedaron 13º en el campeonato. Su mejor resultado fue un segundo en Petit Le Mans, teniendo a Dominik Farnbacher como tercer piloto en la carrera.
Sharp y Van Overbeek continuaron como compañeros de butaca en la American Le Mans 2011, ahora a los mandos de una Ferrari 458 Italia. Volvieron a finalizar en 13º lugar con un tercer lugar como mejor resultado.
En 2012, Sharp y Van Overbeek acumularon dos triunfos en Mosport y Petit Le Mans y un total de cinco podios en diez fechas, que le valieron el subcampeonato de pilotos de la clase GT. Por otra parte, el piloto resultó 13º las 24 Horas de Daytona y séptimo en la fecha de Detroit de la serie Grand-Am, también con una Ferrari 458 de Extreme Speed.
Sharp disputó las 24 Horas de Daytona de la serie Grand-Am 2013 con su Ferrari 458, resultando noveno en la clase GT. Luego, disputó la American Le Mans Series con un HPD ARX-03b de la clase LMP2. Logró una victoria y resultó subcampeón, por detrás de Scott Tucker de Level 5.
Ante la creación del nuevo IMSA SportsCar Championship en 2014, Sharp continuó pilotando un HPD ARX-03b de Extreme Speed. Acompañado de Ryan Dalziel, resultó segundo en las 12 Horas de Sebring y tercero en Road America. Sin embargo, el equipo se ausentó en las dos fechas finales, de modo que quedó 14 en el campeonato de pilotos de la clase Prototipos y décimo en el campeonato de equipos. Por otra parte, participó en dos carreras del Campeonato Mundial de Resistencia con un HPD de la clase LMP2, obteniendo uyn tercer puesto en Austin y un segundo puesto en Shanghái.
En 2015, Sharp disputó las dos primeras carreras del IMSA SportsCar Championship con un prototipo HPD, abandonando en ambas pruebas junto a Dalziel y David Heinemeier Hansson. A continuación, corrió en el Campeonato Mundial de Resistencia con la misma tripulación, siempre con su equipo Extreme Speed, cambiando su HPD por un Ligier-Honda para la segunda fecha. No logró ningún podio, y acabó séptimo en el campeonato de equipos.
Sharp pilotó un prototipo Ligier-Honda en las cuatro fechas del minitorneo de resistencia del IMSA SportsCar Championship 2016, acompañado de Johannes van Overbeek y Pipo Derani. Triunfó en las 24 Horas de Daytona y las 12 Horas de Sebring, contando con Ed Brown como cuarto piloto, mientras que abandonó en Watkins Glen y arribó segundo en Petit Le Mans. Luego compitió en las seis primeras fechas del Campeonato Mundial de Resistencia con un Ligier-Nissan junto a Van Overbeek y Brown, obteniendo como mejor resultado un quinto puesto en Spa-Francorchaps.